# Bataclan
Bataclan (znany także jako Ba-Ta-Clan) – sala koncertowo-teatralna i kawiarnia położona przy 50 Boulevard Voltaire w 11. dzielnicy w Paryżu we Francji, otwarta 3 lutego 1865. Mieści ona na widowni do 1500 osób. Od 11 marca 1991 posiada status monument historique.
Budynek został zaprojektowany w 1864 r.  przez architekta Charlesa Duvala. Nazwa obiektu odnosi się do operetki Jacques’a Offenbacha – Ba-ta-clan. Jest to również gra słów na wyrażenie „le tout bataclan” (ten cały tłum), dziennikarskiego tekstu napisanego 11 listopada 1761  przez Charlesa Simona Favarta i stanowiącego inspirację operetki Offebacha. W pobliżu znajdują się stacje metra: Oberkampf (linie: 5 i 9) oraz Filles du Calvaire (linia 8).
13 listopada 2015 podczas koncertu amerykańskiego zespołu Eagles of Death Metal, w teatrze doszło do strzelaniny, która była częścią serii ataków terrorystycznych mających miejsce w 10. oraz 11. dzielnicy Paryża.

## Historia

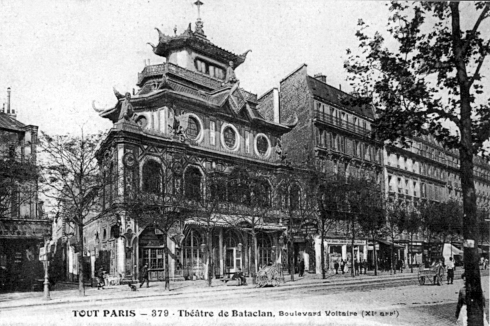
Bataclan około roku 1900

Bataclan był pierwotnie lokalem rozrywkowym urządzonym w stylu chinoiserie. Na parterze znajdowały się sale kawiarniana i koncertowa, natomiast na piętrze była duża sala taneczna. W sali koncertowo-teatralnej były wystawiane wodewile autorstwa: Eugène Scribe, Jean-François Bayard, Mélesville oraz Théophile Marion Dumersan.
Bataclan został otwarty 3 lutego 1865. W 1892 został kupiony przez piosenkarza Paulusa. W 1910 nowy właściciel budynku przebudował salę koncertowo/teatralną i zaczął wystawiać modne ówcześnie rewie, których pomysłodawcą w głównej mierze był pisarz José de Bérys. W Bataclan występował również m.in. Maurice Chevalier.
W 1926 obiekt został przekształcony w kino, w którym w 1933 wybuchł pożar. W 1950 budynek został częściowo wyburzony ze względu na konieczność dostosowania go do nowo wprowadzonych przepisów budowlanych. W 1969 kino zostało zamknięte, salę ponownie przekształcono w koncertowo/teatralną, w której zaczęły odbywać się koncerty muzyki rozrywkowej oraz występy komików. Fasada budynku została poddana renowacji w 2006 r. do stanu zbliżonego do oryginalnego projektu Duvala, natomiast dawny dach w stylu pagody nie został odtworzony.

## Działalność współczesna
W Bataclan odbywają się różnego rodzaju wydarzenia kulturalne.
W sali koncertowo-teatralnej odbywają się głównie koncerty muzyki rozrywkowej. Swoje występy na przestrzeni lat, dawali tu między innymi: The Velvet Underground, Lou Reed, Genesis, Soft Machine, John Martyn, The Clash, The Police, The Cure, Motörhead, Nazareth, Judas Priest, Elvis Costello, The Pretenders, Ramones, Saxon, Iron Maiden, UFO, Def Leppard, Nick Cave, Pixies, PJ Harvey, The Smashing Pumpkins, Prince, Nine Inch Nails, Blur, Oasis, Foo Fighters, Alanis Morissette, Radiohead, Marilyn Manson, Korn, Incubus, Marillion, Primus, Alice Cooper, Backstreet Boys, Sinéad O’Connor, Faith No More, Dream Theater, Placebo, The Offspring, Fishbone, Muse, Kylie Minogue, Metallica, Maroon 5, Lamb of God, Steve Vai, Trivium, Robbie Williams, Soulfly, Arctic Monkeys, Alice in Chains, Stone Sour, Kings of Leon, Down, Ministry, Paradise Lost, Eagles of Death Metal, The Sisters of Mercy, Mr. Big, In Flames, Lacuna Coil, Opeth, Stone Temple Pilots, Slash, Serj Tankian, Gov’t Mule, Slayer, Tarja Turunen, Thin Lizzy, Volbeat, Mastodon, INXS, Suicidal Tendencies, Gotye, Behemoth, Rise Against, Europe, Meshuggah, Halestorm, Gojira, Bad Religion, HIM, Passenger, Rob Zombie, Robert Plant, Limp Bizkit, Richie Sambora, Machine Head, Ed Sheeran, Black Label Society, Sabaton, The Melvins, Hollywood Undead.
W budynku działa też dyskoteka oraz kawiarnia artystyczna (tzw. café-théâtre), w której występują komicy i artyści kabaretowi.

## Masowa strzelanina
Masowa strzelanina miała miejsce w teatrze podczas koncertu amerykańskiej grupy rockowej Eagles of Death Metal 13 listopada 2015. Według Associated Press 35 osób zostało zabitych, a około 100 zostało wziętych jako zakładnicy. Według osoby, która uciekła z opresji, w teatrze znajdowało się 5 lub 6 sprawców, którzy rozmawiali o Syrii. Następne doniesienia mówiły o atakach na policję i służby cywilne, które zostały wezwane na miejsce zdarzenia. Dziennikarz stacji radiowej Europe 1, Julien Pierce, powiedział, że widział dwóch lub trzech uzbrojonych ludzi bez masek, którzy weszli do teatru i zaczęli strzelać w tłum. Policja następnie przystąpiła do szturmu na teatr, zabijając dwóch sprawców. Szturm zakończono o 0:58 czasu lokalnego. W teatrze terroryści zabili 89 zakładników. Muzycy zespołu przeżyli atak.